# Yuliya Skokova
Ioulia Igorevna Skokova (en russe : Юлия Игоревна Скокова) est une patineuse de vitesse russe née le 1er décembre 1982. Elle remporte la médaille de bronze de la poursuite par équipes aux Jeux olympiques d'hiver de 2014 à Sotchi.